# Bluff
Il cosiddetto bluff (dall'inglese to bluff, ingannare; in italiano simulazione, dissimulazione) è un atteggiamento tenuto da un giocatore durante una partita, un gioco o una competizione di qualunque altro tipo che lo veda contrapposto ad uno o più avversari, tendente ad indurre in errore un avversario, impedendogli di capire quale sia la propria situazione di gioco, per esempio facendo credere di essere in una situazione migliore di quella reale, o viceversa.
Il bluff non prevede dichiarazioni false. Si tratta solamente di cercare di mascherare le emozioni del gioco in funzione della propria strategia, ingannando l'avversario. Per questo, il bluff è molto usato nei giochi di carte, soprattutto nel poker.
Secondo i regolamenti ufficiali, quali risultano nel WSOP e anche nella FIGP è ammesso mentire esplicitamente, ciò nonostante nelle partite informali in Europa è usuale vietare tale pratica.
In senso figurato è chiamata bluff qualsiasi finzione volta a far credere meriti o caratteristiche personali non vere, per avvantaggiarsi su un avversario.

## Poker
Nel poker un bluff si esegue effettuando una puntata con una mano che si ritiene inferiore a quelle del proprio avversario: questo viene fatto per far credere che il bluffatore abbia una mano superiore, spingendo i giocatori a ritirarsi dal colpo in corso. In questo modo, pur avendo una mano inferiore, il bluffatore vince il piatto.
Nel poker si distinguono tre tipi principali di bluff: il bluff puro, il semibluff, e il bluff passivo.

### Bluff puro
Quando un giocatore fa un bluff puro significa che non si aspetta di vincere se gli avversari copriranno le sue puntate sino alla fine: questo perché non c'è speranza che la mano possa migliorare. Si tratta dunque di una mossa a suo modo aggressiva: pur avendo in mano carte di scarso valore, si finge di averne di molto forti, puntando e rilanciando per indurre gli avversari ad abbandonare la mano.

### Semibluff
Quando, invece, il giocatore ritiene di aver possibilità di vincere anche se i giocatori avversari copriranno le sue puntate, allora si tratta di un semibluff: la sua mano, pur essendo debole, può ancora migliorare sino a diventare la mano dominante. Un esempio è il "progetto di colore", una mano che vale meno di una coppia, ma se viene migliorata diventa un "colore" che è una mano molto forte.

### Bluff passivo
Meglio conosciuto come Slow Play, rappresenta un comportamento contrario a quello del bluff puro, che è di tipo aggressivo, il bluff passivo si effettua quando si hanno in mano carte forti, e si desidera far credere agli avversari di averne invece di scarse. Così facendo, si mira a far sì che gli avversari rimangano in gioco nella mano in corso, continuando a puntare, azione che presumibilmente non compirebbero nel caso il giocatore con mani forti effettuasse una puntata pesante. L'obiettivo del bluff passivo è ottenere che il piatto aumenti di valore, così da poter riscuotere di più alla fine della mano.